# Psychologizm pedagogiczny
Psychologizm pedagogiczny – szeroki ruch w pedagogice, który w procesie wychowania wymaga uwzględniania przede wszystkim psychicznej strony wychowanka. W swej skrajnej postaci psychologia i rezultaty jej badań mają być nie tylko pomocnicze dla teorii i praktyki wychowania, ale stanowić i wyznaczać zarówno środki, jak i cele wychowania. Psychologia nie tylko jest uważana za naukę pomocniczą pedagogiki, ale staje się wprost pedagogiką. Szczególnie psychologia wychowawcza ma zastąpić w tym ujęciu pedagogikę. Całe wychowanie bowiem, zarówno nauczanie jak kształcenie charakteru, czerpią swe cele i środki z prawidłowości rozwoju psychicznego dziecka.
Psychologizm pedagogiczny zwraca się szczególnie przeciw pedagogice tzw. „szkoły tradycyjnej”, stworzonej przez Herbarta i herbarystów oraz wprowadzonej zwłaszcza do szkół ogólnokształcących niemal w całej Europie, a także w USA, gdzie powstał w końcu XIX wieku i przetrwał aż do I wojny światowej. Psychologizm „nowej szkoły” zwraca się przeciw skrajnemu kształceniu intelektu i zyskiwaniu wiedzy dla wiedzy, zwanej też „wiedzą czystą” i żąda głównie rozwijania myślenia praktycznego wraz z rozwojem strony uczuciowej, woli i działania.